# Syzygium subscandens
Syzygium subscandens är en myrtenväxtart som beskrevs av Widodo. Syzygium subscandens ingår i släktet Syzygium och familjen myrtenväxter. Inga underarter finns listade i Catalogue of Life.